# Danilo Türk

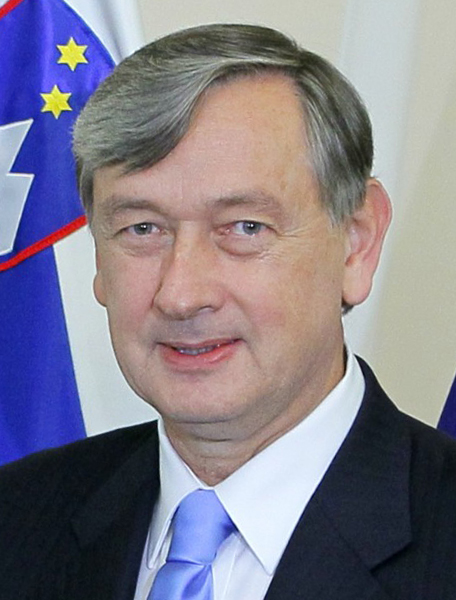
Danilo Türk (2011)

Danilo Türk (* 19. Februar 1952 in Maribor, SR Slowenien, Jugoslawien) ist ein slowenischer Jurist, Diplomat und Politiker. Von 2007 bis 2012 war er der Staatspräsident Sloweniens.

## Leben
Türk studierte an der Universität Ljubljana und Universität Belgrad Rechtswissenschaften und war bzw. ist in Ljubljana ab 1978 als Dozent, seit 1995 als ordentlicher Professor für Internationales Recht tätig. Von 2006 bis 2007 war er stellvertretender Rektor der Universität. In den Jahren 1992 bis 2000 war er Botschafter Sloweniens bei den Vereinten Nationen. Anfang 2000 wurde er von UNO-Generalsekretär Kofi Annan als dessen politischer Assistent berufen (bis 2005).

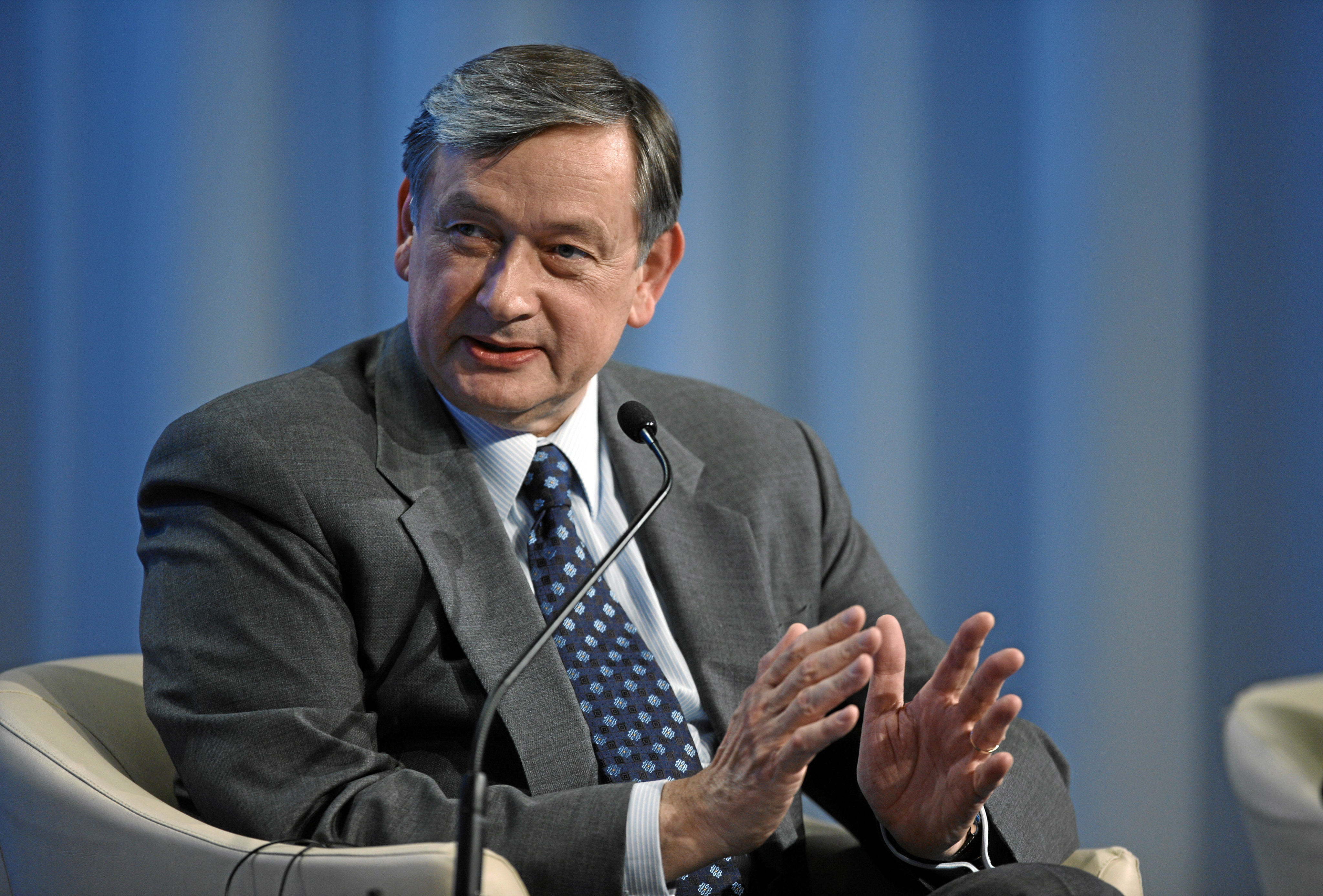
Türk während des WEFs 2010

Im ersten Durchgang der slowenischen Präsidentschaftswahlen 2007 am 21. Oktober 2007 erreichte er, ohne selbst Mitglied einer politischen Partei zu sein, als Kandidat der Socialni demokrati und weiterer Mitte-links-Parteien mit 24,5 % (knapp vor Mitja Gaspari, Liberaldemokratie Sloweniens, 24,1 %) den zweiten Platz, so dass Türk gegen den konservativen Lojze Peterle (28,7 %) in die Stichwahl am 11. November ging. Die Stichwahl gewann Danilo Türk mit 68,03 % und wurde somit slowenischer Staatspräsident.
Im ersten Durchgang der slowenischen Präsidentschaftswahlen 2012 am 11. November 2012 erreichte er mit 35,9 % nur den zweiten Platz hinter seinem Herausforderer Borut Pahor, der diesmal Kandidat der Socialni demokrati war und 39,9 % der Stimmen erhielt. Bei der Stichwahl am 2. Dezember 2012 unterlag er Pahor mit nur 32,6 % der Stimmen.
2016 wurde Türk von der Slowenischen Regierung für die Wahl des Generalsekretärs der Vereinten Nationen nominiert; von den insgesamt 9 Kandidaten konnte sich dann aber der ehemalige portugiesische Premierminister António Guterres durchsetzen.
2010 gründete er gemeinsam mit 14 weiteren Personen (u. a. Milan Kučan, Peter Mankoč und Marjan Turnšek) die Pustimo jim sanje - Fundacija Danila Türka (Lassen wir sie träumen - Danilo-Türk-Stiftung), die sich für Kinder einsetzt, die Opfer Häuslicher Gewalt oder kriegerischer Konflikte sind.
Türk ist Mitglied (Protector Member) der Europäischen Akademie der Wissenschaften und Künste.

## Familie
Danilo Türk ist seit 1976 mit Barbara Miklič-Türk (* 1948) verheiratet, die Englische und Russische Sprache und Literatur studiert hatte. Sie haben eine Tochter.

## Auszeichnungen (Auswahl)

### Orden
- Knight Grand Cross, Order of the Bath, 2008
- Großkreuz mit Diamanten, Orden El Sol del Perú, 2008
- Großkreuz, Orden des heiligen Karl, 2011
- Großkreuz mit Großer Ordenskette, Verdienstorden der Italienischen Republik, 2011
- Groß-Stern des Ehrenzeichens für Verdienste um die Republik Österreich, 2011
- Großkreuz, Norwegischer Verdienstorden, 2011

### Ehrendoktorwürde
- Universität der Wissenschaften Szeged, 2010
- Nationale W.-N.-Karasin-Universität Charkiw, 2011
- Staatliches Moskauer Institut für Internationale Beziehungen, 2013
- Corvinus-Universität Budapest, 2015

## Werke
- Načelo neintervencije v mednarodnih odnosih in v mednarodnem pravu, (Das Prinzip der Nichteinmischung in den Internationalen Beziehungen und im Internationalen Recht), Dissertation Univ. Ljubljana, 1984
- Temelji mednarodnega prava (Die Grundlagen des Internationalen Rechts), 2007, ISBN 978-961-247-033-3
  - russische Übersetzung: Основы международного права, 2013, ISBN 978-5-905626-78-4
  - 2. aktualisierte Aufl. 2015, ISBN 978-961-247-306-8
- Die Minderheitenfrage im sich verändernden Europa, in: Gerhard Hafner u. Martin Pandel (Hrsg.): Nationale Minderheiten: Recht und Wirklichkeit. Internationales Symposium, 2011, ISBN 978-3-7086-0534-0, S. 35–47
- Three concepts of UN reform, in: Cheng jiarui (Hrsg.): A new international legal order. In commemoration of the tenth anniversary of the Xiamen Academy of International Law, 2016, ISBN 978-90-04-32628-6, S. 43–72